# Filialkirche Obergail

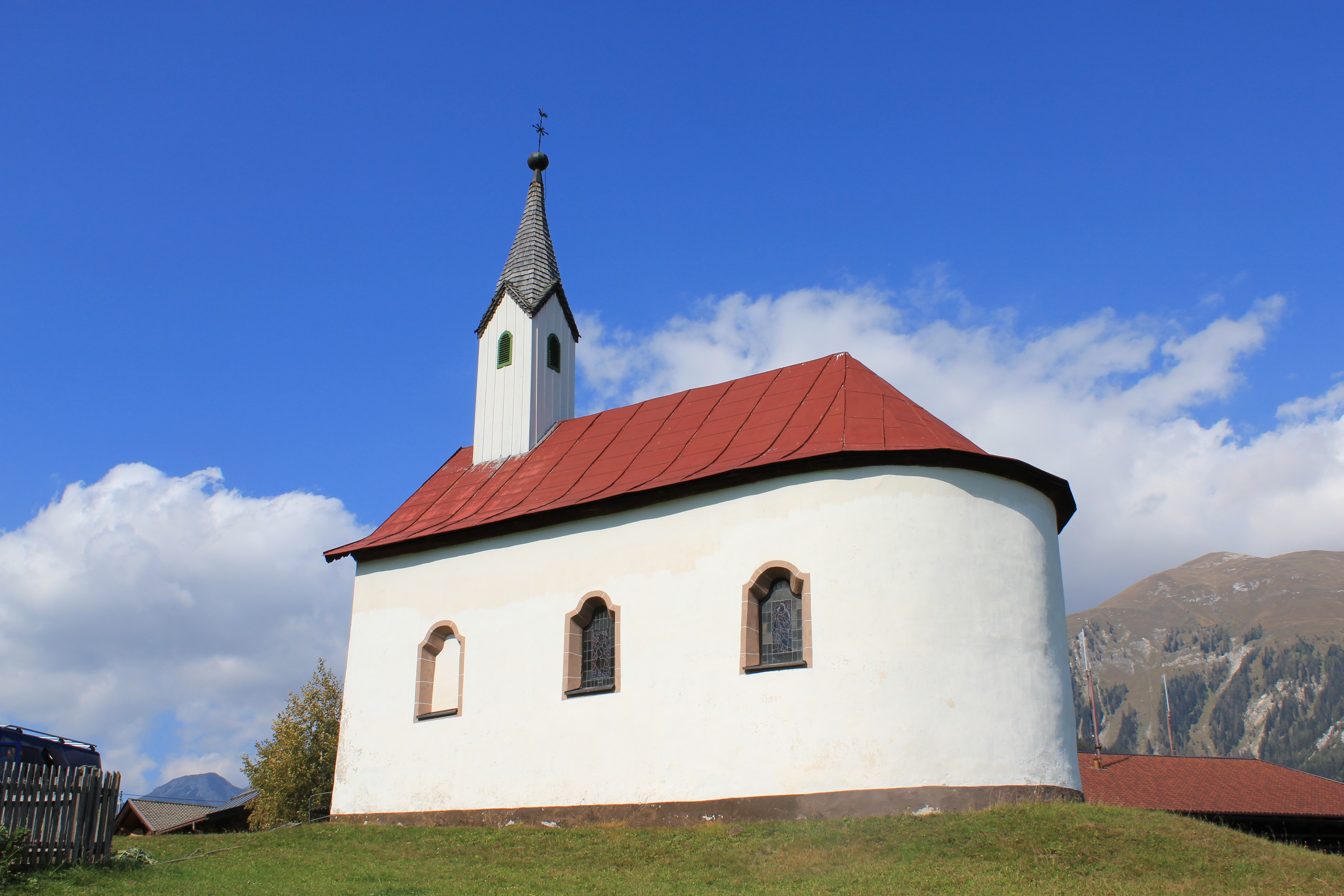

Die römisch-katholische Filialkirche Obergail steht im Ort Obergail in der Gemeinde Lesachtal im Bezirk Hermagor in Kärnten. Die der heiligen Anna geweihte Filialkirche der Pfarrkirche Liesing gehört zum Dekanat Kötschach in der Diözese Gurk-Klagenfurt.

## Architektur
Der um 1800 errichtete, dreiachsige, spätbarocke Bau besitzt einen halbrunden Schluss und einen Dachreiter im Westen. Die Kompositbogenfenster wurden 1941/42 neu verglast. Betreten wird die Kirche durch ein Korbbogenportal im Westen. 
Im Westen des flachgedeckten Saals mit eingezogenem, flachem Triumphbogen steht eine Holzempore auf Holzsäulen.
Die Wandmalereien stammen aus der Erbauungszeit (1800). An der mit Akanthusranken verzierten Decke im Langhaus ist der heilige Silvester und im Altarraum die Verkündigung an Maria zu sehen. 

## Ausstattung
Die Rückwand des Hauptaltars bildet eine gemalte Baldachinarchitektur mit der Darstellung Unterricht Mariä. Der spätbarocke Altar mit Opfergangsportalen entstand am Anfang des 19. Jahrhunderts. Am Altar sind die Statuetten der Heiligen Josef und Johannes der Täufer aufgestellt, über den Opfergangsportalen die der Apostelfürsten Petrus und Paulus.
Die Bilder der Seitenaltäre aus der Zeit des Hauptaltars zeigen links eine erneuerte Lourdes-Madonna und rechts die Stigmatisation des heiligen Franz von Assisi.